# Alois Lanč
Alois Lanč (* 18. Februar 1948 in Kroměříž; † 29. November 2024) war ein slowakischer Schach- und Fernschachspieler. Im Schach wurde ihm der Titel Internationaler Meister und im Fernschach der Titel Großmeister verliehen.

## Karriere
Alois Lanč bekam im Jahr 1978 vom Schachweltverband FIDE der Titel Internationaler Meister verliehen und im Jahr 1994 verlieh die International Correspondence Chess Federation ihm den Titel Großmeister. Im Laufe seiner Karriere spielte er auch Schach in der slowakischen Extraliga und der tschechischen Extraliga. In der Slowakei konnte er 1993/94 mit Lokomotíva ŽOS Trnava sowie 1995/96, 1998/99. 2001/02 und 2012/13 jeweils mit dem ŠK Slovan Bratislava slowakischer Mannschaftsmeister im Schach werden. Mit beiden Vereinen spielte Lanč auch im European Club Cup.
Wichtigster Einsatz im internationalen Mannschaftsschach war die Teilnahme an der Team-WM der Studenten 1974. Für die Tschechoslowakei spielte er am 2. Brett, erreichte eine ausgeglichene Bilanz und belegte mit der Mannschaft Platz 7. Er besiegte dabei u. a. den späteren Großmeister Michael Stean.